# Perdicinae
Perdicinae este o subfamilie de păsări de mărime medie din familia Phasianidae. Speciile din acest grup nu sunt păsări migratoare.